# Stu Cook
Stuart Alden Cook, dit Stu Cook (né le 25 avril 1945 à Stanton en Californie) est surtout connu pour avoir été le bassiste du groupe de rock Creedence Clearwater Revival de 1967 à 1972.

## Biographie
En 1958 le jeune Stuart, pianiste de son état, rejoint les Blue Velvets qui deviendront les Creedence en 1966...
Après la dissolution de Creedence Clearwater Revival, Stu Cook et l'ancien batteur Doug Clifford de Creedence ont rejoint Don Harrison au sein du Don Harrison Band. Plus tard, Stu Cook a rejoint le groupe de Roky Erickson The Aliens en 1979, puis le groupe de country rock Southern Pacific en 1986 (remplaçant Jerry Scheff). Stu Cook est resté avec Southern Pacific jusqu'à sa dissolution en 1990.
Stu Cook et Doug Clifford - lui aussi ancien du Creedence Clearwater Revival - ont reformé le groupe sous le nom de Creedence Clearwater Revisited en 1995.

## Discographie
Avec Creedence Clearwater Revival
- 1968 : Creedence Clearwater Revival
- 1969 : Bayou Country
- 1969 : Green River
- 1969 : Willy and the Poor Boys
- 1970 : Cosmo's Factory
- 1970 : Pendulum
- 1972 : Mardi Gras
- 1973 : Live in Europe (double album)
- 1980 : The Concert

Avec Don Harrison Band
- 1976: The Don Harrison Band
- 1977: Red Hot

Avec Rocky Erickson and The Aliens
- 1980: Roky Erickson and the Aliens
- 1981: The Evil One

Avec Southern Pacific
- 1986: Killbilly Hill
- 1988: Zuma
- 1990: County Line
- 1991: Greatest Hits

Avec Creedence Clearwater Revisited
Albums
- 1998 : Recollection – Album double live
- 2006 : The Best of Creedence Clearwater Revisited (20th Century Masters – The Millennium Collection) - Album live
- 2010 : Extended Versions – Album live
- 2016 : Playlist: The Very Best of Creedence Clearwater Revisited – Album live

DVD
- 2013 : Keep On Travelling

Participations
- 2009 : JDRF Hope for the Holidays – Le groupe joue sur la chanson "Run, Rudolph, Run"
- 2010 : JDRF More Hope for the Holidays - Idem